# Asaphinoides
Asaphinoides је род слановодних морских шкољки из породице Veneridae, тзв, Венерине шкољке.

## Врстре
Према WoRMS
- Asaphinoides cantauranus (F. Hodson, 1931) †
- Asaphinoides madreporicus (Jousseaume, 1895)